# 维纳斯
维纳斯是古羅馬神話裡的愛神、美神，同時又是執掌生育與航海的女神，相对应于希腊神话的阿芙蘿黛蒂（Ἀφροδίτη）。拉丁语的「金星」和「星期五」等词都来源于祂。
維納斯的起源直接取自阿芙蘿黛蒂的对应神话。據說世界之初，統管大地的蓋婭女神與統管天空的烏拉諾斯結合生下了一批巨人。後來夫妻反目，蓋婭盛怒之下命小兒子克洛諾斯用鐮刀割下其父陽具丢入大海。陽具和海融合後生出泡沫，维纳斯（阿芙蘿黛蒂）就這樣誕生了。維納斯與戰神马尔斯生下了小愛神丘比特。
维纳斯的拉丁语名字源于原始意大利语 *wenos- （“欲望”），又来自原始印欧语 *wenh₁-os。
在罗马，维纳斯的纪念日定在每年的四月，帝国时期的罗马对维纳斯的崇拜尤为盛行。凯撒大帝自称埃涅阿斯后裔，尊维纳斯为罗马人祖先。

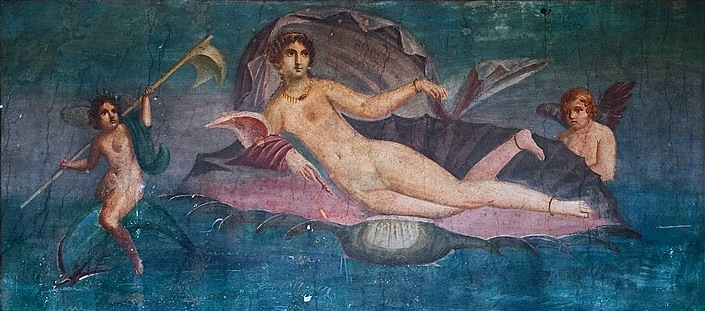
海中升起的維納斯，來自龐貝的貝殼中的愛神之家（Casa della Venere in conchiglia），西元79年以前